# 182
Năm 182 là một năm trong lịch Julius. 